# 1999 RJ88
1999 RJ88 är en asteroid i huvudbältet som upptäcktes den 7 september 1999 av LINEAR i Socorro County, New Mexico.
Asteroiden har en diameter på ungefär 10 kilometer och den tillhör asteroidgruppen Eos.